# Eleições legislativas de 2019 em Coimbra

## Resultados Oficiais
| Partido                 | Partido                              | Votos   | %               | +/-   |
| ----------------------- | ------------------------------------ | ------- | --------------- | ----- |
|                         | Partido Socialista                   | 26 964  | 36,95 / 100,00  | 0,46  |
|                         | Partido Social Democrata             | 18 061  | 24,75 / 100,00  | -     |
|                         | Bloco de Esquerda                    | 9 365   | 12,83 / 100,00  | 1,80  |
|                         | CDU - Coligação Democrática Unitária | 5 591   | 7,66 / 100,00   | 1,62  |
|                         | CDS – Partido Popular                | 2 906   | 3,98 / 100,00   | -     |
|                         | Pessoas–Animais–Natureza             | 2 097   | 2,87 / 100,00   | 1,76  |
|                         | LIVRE                                | 882     | 1,21 / 100,00   | 0,36  |
|                         | Iniciativa Liberal                   | 839     | 1,15 / 100,00   | Novo  |
|                         | Outros (com menos de 1,00%)          | 3 025   | 4,14 / 100,00   |       |
| Votos Inválidos         | Votos Inválidos                      | 3 241   | 4,44 / 100,00   | 0,63  |
| Total                   | Total                                | 72 971  | 100,00 / 100,00 |       |
| Eleitorado/Participação | Eleitorado/Participação              | 127 258 | 57,34 / 100,00  | 2,68  |
| Fonte                   | Fonte                                | [ 1 ]   | [ 1 ]           | [ 1 ] |

## Resultados por Freguesia
Os resultados seguintes referem-se aos partidos que obtiveram mais de 1,00% dos votos:
| Freguesia                                      | %     | %     | %     | %     | %    | %    | %    | %    | Votantes |
| Freguesia                                      | PS    | PSD   | BE    | CDU   | CDS  | PAN  | L    | IL   | Votantes |
| ---------------------------------------------- | ----- | ----- | ----- | ----- | ---- | ---- | ---- | ---- | -------- |
| Almalaguês                                     | 47,26 | 17,22 | 13,84 | 7,33  | 2,87 | 1,66 | 1,15 | 0,64 | 1 568    |
| Antuzede e Vil de Matos                        | 50,07 | 17,60 | 10,30 | 5,94  | 2,15 | 1,93 | 0,43 | 0,64 | 1 398    |
| Assafarge e Antanhol                           | 36,18 | 25,58 | 13,08 | 6,76  | 3,44 | 3,00 | 0,77 | 1,06 | 2 736    |
| Brasfemes                                      | 44,44 | 17,61 | 12,24 | 7,63  | 2,35 | 4,24 | 1,13 | 1,41 | 1 062    |
| Ceira                                          | 43,91 | 21,17 | 10,75 | 8,32  | 2,75 | 2,49 | 0,66 | 0,20 | 1 526    |
| Cernache                                       | 38,67 | 21,76 | 12,40 | 7,98  | 3,99 | 2,61 | 1,00 | 1,24 | 2 105    |
| Eiras e São Paulo de Frades                    | 38,39 | 21,74 | 13,90 | 7,94  | 3,43 | 3,49 | 1,22 | 0,66 | 8 510    |
| Santa Clara e Castelo Viegas                   | 34,56 | 26,51 | 13,82 | 7,01  | 4,14 | 3,11 | 1,15 | 1,33 | 6 106    |
| Santo António dos Olivais                      | 30,78 | 30,59 | 12,66 | 7,59  | 4,97 | 2,82 | 1,55 | 1,66 | 22 661   |
| São João do Campo                              | 51,47 | 13,36 | 9,34  | 12,16 | 2,28 | 1,74 | 0,98 | 0,33 | 921      |
| São Martinho de Árvore e Lamarosa              | 41,71 | 21,55 | 11,09 | 6,12  | 3,57 | 3,10 | 0,54 | 0,54 | 1 290    |
| São Martinho do Bispo e Ribeira de Frades      | 40,54 | 20,88 | 14,40 | 7,22  | 3,03 | 3,16 | 0,94 | 0,86 | 7 654    |
| São Silvestre                                  | 45,30 | 17,84 | 12,92 | 7,49  | 2,86 | 1,69 | 0,59 | 0,81 | 1 362    |
| Sé Nova, Santa Cruz, Almedina e São Bartolomeu | 30,57 | 28,32 | 13,07 | 8,61  | 5,91 | 3,29 | 1,48 | 1,31 | 6 772    |
| Souselas e Botão                               | 44,80 | 21,26 | 10,22 | 6,64  | 2,02 | 2,02 | 1,39 | 0,45 | 2 230    |
| Taveiro, Ameal e Arzila                        | 47,25 | 14,50 | 11,36 | 8,82  | 3,19 | 2,06 | 0,84 | 1,45 | 2 131    |
| Torres do Mondego                              | 47,74 | 17,30 | 13,22 | 9,69  | 1,54 | 1,90 | 0,72 | 0,36 | 1 104    |
| Trouxemil e Torre de Vilela                    | 48,45 | 18,69 | 10,14 | 7,36  | 2,51 | 2,34 | 0,82 | 0,71 | 1 835    |
| Coimbra                                        | 36,95 | 24,75 | 12,83 | 7,66  | 3,98 | 2,87 | 1,21 | 1,15 | 127 258  |

#### Almalaguês
| Partido                 | Partido                              | Votos | %               | +/-  |
| ----------------------- | ------------------------------------ | ----- | --------------- | ---- |
|                         | Partido Socialista                   | 741   | 47,26 / 100,00  | 7,43 |
|                         | Partido Social Democrata             | 270   | 17,22 / 100,00  | -    |
|                         | Bloco de Esquerda                    | 217   | 13,84 / 100,00  | 0,56 |
|                         | CDU - Coligação Democrática Unitária | 115   | 7,33 / 100,00   | 2,33 |
|                         | CDS – Partido Popular                | 45    | 2,87 / 100,00   | -    |
|                         | Pessoas–Animais–Natureza             | 26    | 1,66 / 100,00   | 1,24 |
|                         | CHEGA                                | 22    | 1,40 / 100,00   | Novo |
|                         | LIVRE                                | 18    | 1,15 / 100,00   | 0,85 |
|                         | Outros (com menos de 1,00%)          | 56    | 3,57 / 100,00   |      |
| Votos Inválidos         | Votos Inválidos                      | 58    | 3,70 / 100,00   | 0,34 |
| Total                   | Total                                | 1 568 | 100,00 / 100,00 |      |
| Eleitorado/Participação | Eleitorado/Participação              | 2 722 | 57,60 / 100,00  | 3,00 |

#### Antuzede e Vil de Matos
| Partido                 | Partido                              | Votos | %               | +/-  |
| ----------------------- | ------------------------------------ | ----- | --------------- | ---- |
|                         | Partido Socialista                   | 700   | 50,07 / 100,00  | 8,94 |
|                         | Partido Social Democrata             | 246   | 17,60 / 100,00  | -    |
|                         | Bloco de Esquerda                    | 144   | 10,30 / 100,00  | 0,83 |
|                         | CDU - Coligação Democrática Unitária | 83    | 5,94 / 100,00   | 3,99 |
|                         | CDS – Partido Popular                | 30    | 2,15 / 100,00   | -    |
|                         | Pessoas–Animais–Natureza             | 27    | 1,93 / 100,00   | 0,60 |
|                         | CHEGA                                | 19    | 1,36 / 100,00   | Novo |
|                         | Outros (com menos de 1,00%)          | 65    | 4,65 / 100,00   |      |
| Votos Inválidos         | Votos Inválidos                      | 84    | 6,00 / 100,00   | 0,93 |
| Total                   | Total                                | 1 398 | 100,00 / 100,00 |      |
| Eleitorado/Participação | Eleitorado/Participação              | 2 675 | 52,26 / 100,00  | 1,99 |

#### Assafarge e Antanhol
| Partido                 | Partido                              | Votos | %               | +/-  |
| ----------------------- | ------------------------------------ | ----- | --------------- | ---- |
|                         | Partido Socialista                   | 990   | 36,18 / 100,00  | 1,88 |
|                         | Partido Social Democrata             | 700   | 25,58 / 100,00  | -    |
|                         | Bloco de Esquerda                    | 358   | 13,08 / 100,00  | 1,81 |
|                         | CDU - Coligação Democrática Unitária | 185   | 6,76 / 100,00   | 0,98 |
|                         | CDS – Partido Popular                | 94    | 3,44 / 100,00   | -    |
|                         | Pessoas–Animais–Natureza             | 82    | 3,00 / 100,00   | 1,83 |
|                         | Iniciativa Liberal                   | 29    | 1,06 / 100,00   | Novo |
|                         | Aliança                              | 29    | 1,06 / 100,00   | Novo |
|                         | CHEGA                                | 28    | 1,02 / 100,00   | Novo |
|                         | Outros (com menos de 1,00%)          | 87    | 3,18 / 100,00   |      |
| Votos Inválidos         | Votos Inválidos                      | 154   | 5,63 / 100,00   | 0,58 |
| Total                   | Total                                | 2 736 | 100,00 / 100,00 |      |
| Eleitorado/Participação | Eleitorado/Participação              | 4 541 | 60,25 / 100,00  | 2,26 |

#### Brasfemes
| Partido                 | Partido                              | Votos | %               | +/-  |
| ----------------------- | ------------------------------------ | ----- | --------------- | ---- |
|                         | Partido Socialista                   | 472   | 44,44 / 100,00  | 2,66 |
|                         | Partido Social Democrata             | 187   | 17,61 / 100,00  | -    |
|                         | Bloco de Esquerda                    | 130   | 12,24 / 100,00  | 0,72 |
|                         | CDU - Coligação Democrática Unitária | 81    | 7,63 / 100,00   | 2,70 |
|                         | Pessoas–Animais–Natureza             | 45    | 4,24 / 100,00   | 2,55 |
|                         | CDS – Partido Popular                | 25    | 2,35 / 100,00   | -    |
|                         | Iniciativa Liberal                   | 15    | 1,41 / 100,00   | Novo |
|                         | LIVRE                                | 12    | 1,13 / 100,00   | 0,47 |
|                         | Outros (com menos de 1,00%)          | 39    | 3,67 / 100,00   |      |
| Votos Inválidos         | Votos Inválidos                      | 56    | 5,27 / 100,00   | 1,52 |
| Total                   | Total                                | 1 062 | 100,00 / 100,00 |      |
| Eleitorado/Participação | Eleitorado/Participação              | 1 743 | 60,93 / 100,00  | 0,52 |

#### Ceira
| Partido                 | Partido                              | Votos | %               | +/-  |
| ----------------------- | ------------------------------------ | ----- | --------------- | ---- |
|                         | Partido Socialista                   | 670   | 43,91 / 100,00  | 7,61 |
|                         | Partido Social Democrata             | 323   | 21,17 / 100,00  | -    |
|                         | Bloco de Esquerda                    | 164   | 10,75 / 100,00  | 0,88 |
|                         | CDU - Coligação Democrática Unitária | 127   | 8,32 / 100,00   | 1,43 |
|                         | CDS – Partido Popular                | 42    | 2,75 / 100,00   | -    |
|                         | Pessoas–Animais–Natureza             | 38    | 2,49 / 100,00   | 1,95 |
|                         | Outros (com menos de 1,00%)          | 81    | 5,30 / 100,00   |      |
| Votos Inválidos         | Votos Inválidos                      | 81    | 5,30 / 100,00   | 0,24 |
| Total                   | Total                                | 1 526 | 100,00 / 100,00 |      |
| Eleitorado/Participação | Eleitorado/Participação              | 3 144 | 48,54 / 100,00  | 7,01 |

#### Cernache
| Partido                 | Partido                              | Votos | %               | +/-  |
| ----------------------- | ------------------------------------ | ----- | --------------- | ---- |
|                         | Partido Socialista                   | 814   | 38,67 / 100,00  | 2,18 |
|                         | Partido Social Democrata             | 458   | 21,76 / 100,00  | -    |
|                         | Bloco de Esquerda                    | 261   | 12,40 / 100,00  | 1,04 |
|                         | CDU - Coligação Democrática Unitária | 168   | 7,98 / 100,00   | 2,17 |
|                         | CDS – Partido Popular                | 84    | 3,99 / 100,00   | -    |
|                         | Pessoas–Animais–Natureza             | 55    | 2,61 / 100,00   | 1,40 |
|                         | CHEGA                                | 32    | 1,52 / 100,00   | Novo |
|                         | Iniciativa Liberal                   | 26    | 1,24 / 100,00   | Novo |
|                         | Aliança                              | 22    | 1,05 / 100,00   | Novo |
|                         | LIVRE                                | 21    | 1,00 / 100,00   | 0,19 |
|                         | Outros (com menos de 1,00%)          | 69    | 3,27 / 100,00   |      |
| Votos Inválidos         | Votos Inválidos                      | 95    | 4,51 / 100,00   | 1,02 |
| Total                   | Total                                | 2 105 | 100,00 / 100,00 |      |
| Eleitorado/Participação | Eleitorado/Participação              | 3 464 | 60,77 / 100,00  | 2,73 |

#### Coimbra
| Partido                 | Partido                              | Votos  | %               | +/-  |
| ----------------------- | ------------------------------------ | ------ | --------------- | ---- |
|                         | Partido Socialista                   | 2 070  | 30,57 / 100,00  | 2,89 |
|                         | Partido Social Democrata             | 1 918  | 28,32 / 100,00  | -    |
|                         | Bloco de Esquerda                    | 885    | 13,07 / 100,00  | 3,10 |
|                         | CDU - Coligação Democrática Unitária | 583    | 8,61 / 100,00   | 0,62 |
|                         | CDS – Partido Popular                | 400    | 5,91 / 100,00   | -    |
|                         | Pessoas–Animais–Natureza             | 223    | 3,29 / 100,00   | 2,42 |
|                         | LIVRE                                | 100    | 1,48 / 100,00   | 0,35 |
|                         | Iniciativa Liberal                   | 89     | 1,31 / 100,00   | Novo |
|                         | Aliança                              | 76     | 1,12 / 100,00   | Novo |
|                         | Outros (com menos de 1,00%)          | 182    | 2,69 / 100,00   |      |
| Votos Inválidos         | Votos Inválidos                      | 246    | 3,64 / 100,00   | 0,17 |
| Total                   | Total                                | 6 772  | 100,00 / 100,00 |      |
| Eleitorado/Participação | Eleitorado/Participação              | 12 704 | 53,31 / 100,00  | 2,96 |

#### Eiras e São Paulo de Frades
| Partido                 | Partido                              | Votos  | %               | +/-  |
| ----------------------- | ------------------------------------ | ------ | --------------- | ---- |
|                         | Partido Socialista                   | 3 267  | 38,39 / 100,00  | 1,62 |
|                         | Partido Social Democrata             | 1 850  | 21,74 / 100,00  | -    |
|                         | Bloco de Esquerda                    | 1 183  | 13,90 / 100,00  | 1,81 |
|                         | CDU - Coligação Democrática Unitária | 676    | 7,94 / 100,00   | 2,14 |
|                         | Pessoas–Animais–Natureza             | 297    | 3,49 / 100,00   | 1,93 |
|                         | CDS – Partido Popular                | 292    | 3,43 / 100,00   | -    |
|                         | LIVRE                                | 104    | 1,22 / 100,00   | 0,42 |
|                         | Outros (com menos de 1,00%)          | 442    | 5,19 / 100,00   |      |
| Votos Inválidos         | Votos Inválidos                      | 399    | 4,69 / 100,00   | 1,17 |
| Total                   | Total                                | 8 510  | 100,00 / 100,00 |      |
| Eleitorado/Participação | Eleitorado/Participação              | 15 805 | 53,84 / 100,00  | 2,94 |

#### Santa Clara e Castelo Viegas
| Partido                 | Partido                              | Votos  | %               | +/-  |
| ----------------------- | ------------------------------------ | ------ | --------------- | ---- |
|                         | Partido Socialista                   | 2 110  | 34,56 / 100,00  | 1,10 |
|                         | Partido Social Democrata             | 1 619  | 26,51 / 100,00  | -    |
|                         | Bloco de Esquerda                    | 844    | 13,82 / 100,00  | 2,62 |
|                         | CDU - Coligação Democrática Unitária | 428    | 7,01 / 100,00   | 1,57 |
|                         | CDS – Partido Popular                | 253    | 4,14 / 100,00   | -    |
|                         | Pessoas–Animais–Natureza             | 190    | 3,11 / 100,00   | 2,19 |
|                         | Iniciativa Liberal                   | 81     | 1,33 / 100,00   | Novo |
|                         | LIVRE                                | 70     | 1,15 / 100,00   | 0,19 |
|                         | Outros (com menos de 1,00%)          | 241    | 3,94 / 100,00   |      |
| Votos Inválidos         | Votos Inválidos                      | 270    | 4,42 / 100,00   | 0,26 |
| Total                   | Total                                | 6 106  | 100,00 / 100,00 |      |
| Eleitorado/Participação | Eleitorado/Participação              | 10 388 | 58,78 / 100,00  | 2,00 |

#### Santo António dos Olivais
| Partido                 | Partido                              | Votos  | %               | +/-  |
| ----------------------- | ------------------------------------ | ------ | --------------- | ---- |
|                         | Partido Socialista                   | 6 976  | 30,78 / 100,00  | 3,90 |
|                         | Partido Social Democrata             | 6 931  | 30,59 / 100,00  | -    |
|                         | Bloco de Esquerda                    | 2 870  | 12,66 / 100,00  | 2,24 |
|                         | CDU - Coligação Democrática Unitária | 1 721  | 7,59 / 100,00   | 0,27 |
|                         | CDS – Partido Popular                | 1 127  | 4,97 / 100,00   | -    |
|                         | Pessoas–Animais–Natureza             | 640    | 2,82 / 100,00   | 2,67 |
|                         | Iniciativa Liberal                   | 376    | 1,66 / 100,00   | Novo |
|                         | LIVRE                                | 352    | 1,55 / 100,00   | 0,32 |
|                         | Outros (com menos de 1,00%)          | 771    | 3,40 / 100,00   |      |
| Votos Inválidos         | Votos Inválidos                      | 897    | 3,96 / 100,00   | 0,31 |
| Total                   | Total                                | 22 661 | 100,00 / 100,00 |      |
| Eleitorado/Participação | Eleitorado/Participação              | 36 250 | 62,51 / 100,00  | 2,50 |

#### São João do Campo
| Partido                 | Partido                                         | Votos | %               | +/-   |
| ----------------------- | ----------------------------------------------- | ----- | --------------- | ----- |
|                         | Partido Socialista                              | 474   | 51,47 / 100,00  | 14,23 |
|                         | Partido Social Democrata                        | 123   | 13,36 / 100,00  | -     |
|                         | CDU - Coligação Democrática Unitária            | 112   | 12,16 / 100,00  | 5,70  |
|                         | Bloco de Esquerda                               | 86    | 9,34 / 100,00   | 1,07  |
|                         | CDS – Partido Popular                           | 21    | 2,28 / 100,00   | -     |
|                         | Partido Comunista dos Trabalhadores Portugueses | 17    | 1,85 / 100,00   | 0,32  |
|                         | Pessoas–Animais–Natureza                        | 16    | 1,74 / 100,00   | 1,64  |
|                         | CHEGA                                           | 11    | 1,19 / 100,00   | Novo  |
|                         | Outros (com menos de 1,00%)                     | 39    | 4,24 / 100,00   |       |
| Votos Inválidos         | Votos Inválidos                                 | 21    | 2,39 / 100,00   | 1,39  |
| Total                   | Total                                           | 921   | 100,00 / 100,00 |       |
| Eleitorado/Participação | Eleitorado/Participação                         | 1 744 | 52,81 / 100,00  | 1,13  |

#### São Martinho de Árvore e Lamarosa
| Partido                 | Partido                              | Votos | %               | +/-   |
| ----------------------- | ------------------------------------ | ----- | --------------- | ----- |
|                         | Partido Socialista                   | 538   | 41,71 / 100,00  | 10,69 |
|                         | Partido Social Democrata             | 278   | 21,55 / 100,00  | -     |
|                         | Bloco de Esquerda                    | 143   | 11,09 / 100,00  | 1,06  |
|                         | CDU - Coligação Democrática Unitária | 79    | 6,12 / 100,00   | 3,77  |
|                         | CDS – Partido Popular                | 46    | 3,57 / 100,00   | -     |
|                         | Pessoas–Animais–Natureza             | 40    | 3,10 / 100,00   | 1,92  |
|                         | CHEGA                                | 28    | 2,17 / 100,00   | Novo  |
|                         | Outros (com menos de 1,00%)          | 63    | 4,89 / 100,00   |       |
| Votos Inválidos         | Votos Inválidos                      | 75    | 5,82 / 100,00   | 0,84  |
| Total                   | Total                                | 1 290 | 100,00 / 100,00 |       |
| Eleitorado/Participação | Eleitorado/Participação              | 2 639 | 48,88 / 100,00  | 6,01  |

#### São Martinho do Bispo e Ribeira de Frades
| Partido                 | Partido                              | Votos  | %               | +/-  |
| ----------------------- | ------------------------------------ | ------ | --------------- | ---- |
|                         | Partido Socialista                   | 3 103  | 40,54 / 100,00  | 1,55 |
|                         | Partido Social Democrata             | 1 598  | 20,88 / 100,00  | -    |
|                         | Bloco de Esquerda                    | 1 102  | 14,40 / 100,00  | 2,48 |
|                         | CDU - Coligação Democrática Unitária | 553    | 7,22 / 100,00   | 2,19 |
|                         | Pessoas–Animais–Natureza             | 242    | 3,16 / 100,00   | 1,89 |
|                         | CDS – Partido Popular                | 232    | 3,03 / 100,00   | -    |
|                         | Outros (com menos de 1,00%)          | 488    | 6,38 / 100,00   |      |
| Votos Inválidos         | Votos Inválidos                      | 336    | 4,39 / 100,00   | 0,66 |
| Total                   | Total                                | 7 654  | 100,00 / 100,00 |      |
| Eleitorado/Participação | Eleitorado/Participação              | 13 823 | 55,37 / 100,00  | 2,99 |

#### São Silvestre
| Partido                 | Partido                              | Votos | %               | +/-  |
| ----------------------- | ------------------------------------ | ----- | --------------- | ---- |
|                         | Partido Socialista                   | 617   | 45,30 / 100,00  | 5,13 |
|                         | Partido Social Democrata             | 243   | 17,84 / 100,00  | -    |
|                         | Bloco de Esquerda                    | 176   | 12,92 / 100,00  | 0,01 |
|                         | CDU - Coligação Democrática Unitária | 102   | 7,49 / 100,00   | 5,81 |
|                         | CDS – Partido Popular                | 39    | 2,86 / 100,00   | -    |
|                         | Pessoas–Animais–Natureza             | 23    | 1,69 / 100,00   | 1,03 |
|                         | CHEGA                                | 20    | 1,47 / 100,00   | Novo |
|                         | Outros (com menos de 1,00%)          | 68    | 4,99 / 100,00   |      |
| Votos Inválidos         | Votos Inválidos                      | 74    | 5,43 / 100,00   | 1,39 |
| Total                   | Total                                | 1 362 | 100,00 / 100,00 |      |
| Eleitorado/Participação | Eleitorado/Participação              | 2 565 | 53,10 / 100,00  | 3,53 |

#### Souselas e Botão
| Partido                 | Partido                              | Votos | %               | +/-  |
| ----------------------- | ------------------------------------ | ----- | --------------- | ---- |
|                         | Partido Socialista                   | 999   | 44,80 / 100,00  | 4,94 |
|                         | Partido Social Democrata             | 474   | 21,26 / 100,00  | -    |
|                         | Bloco de Esquerda                    | 228   | 10,22 / 100,00  | 0,11 |
|                         | CDU - Coligação Democrática Unitária | 148   | 6,64 / 100,00   | 3,15 |
|                         | CDS – Partido Popular                | 45    | 2,02 / 100,00   | -    |
|                         | Pessoas–Animais–Natureza             | 45    | 2,02 / 100,00   | 1,02 |
|                         | LIVRE                                | 31    | 1,39 / 100,00   | 1,31 |
|                         | CHEGA                                | 29    | 1,30 / 100,00   | Novo |
|                         | Outros (com menos de 1,00%)          | 87    | 3,89 / 100,00   |      |
| Votos Inválidos         | Votos Inválidos                      | 144   | 6,45 / 100,00   | 2,61 |
| Total                   | Total                                | 2 230 | 100,00 / 100,00 |      |
| Eleitorado/Participação | Eleitorado/Participação              | 4 126 | 54,05 / 100,00  | 2,14 |

#### Taveiro, Ameal e Arzila
| Partido                 | Partido                              | Votos | %               | +/-  |
| ----------------------- | ------------------------------------ | ----- | --------------- | ---- |
|                         | Partido Socialista                   | 1 007 | 47,25 / 100,00  | 3,24 |
|                         | Partido Social Democrata             | 309   | 14,50 / 100,00  | -    |
|                         | Bloco de Esquerda                    | 242   | 11,36 / 100,00  | 0,03 |
|                         | CDU - Coligação Democrática Unitária | 188   | 8,82 / 100,00   | 2,88 |
|                         | CDS – Partido Popular                | 68    | 3,19 / 100,00   | -    |
|                         | Pessoas–Animais–Natureza             | 44    | 2,06 / 100,00   | 1,03 |
|                         | Iniciativa Liberal                   | 31    | 1,45 / 100,00   | Novo |
|                         | Outros (com menos de 1,00%)          | 143   | 6,70 / 100,00   |      |
| Votos Inválidos         | Votos Inválidos                      | 99    | 4,65 / 100,00   | 0,79 |
| Total                   | Total                                | 2 131 | 100,00 / 100,00 |      |
| Eleitorado/Participação | Eleitorado/Participação              | 3 668 | 58,10 / 100,00  | 6,64 |

#### Torres do Mondego
| Partido                 | Partido                              | Votos | %               | +/-  |
| ----------------------- | ------------------------------------ | ----- | --------------- | ---- |
|                         | Partido Socialista                   | 527   | 47,74 / 100,00  | 6,26 |
|                         | Partido Social Democrata             | 191   | 17,30 / 100,00  | -    |
|                         | Bloco de Esquerda                    | 146   | 13,22 / 100,00  | 3,07 |
|                         | CDU - Coligação Democrática Unitária | 107   | 9,69 / 100,00   | 1,48 |
|                         | Pessoas–Animais–Natureza             | 21    | 1,90 / 100,00   | 0,81 |
|                         | CDS – Partido Popular                | 17    | 1,54 / 100,00   | -    |
|                         | Outros (com menos de 1,00%)          | 46    | 4,17 / 100,00   |      |
| Votos Inválidos         | Votos Inválidos                      | 49    | 4,44 / 100,00   | 1,59 |
| Total                   | Total                                | 1 104 | 100,00 / 100,00 |      |
| Eleitorado/Participação | Eleitorado/Participação              | 1 932 | 57,14 / 100,00  | 0,09 |

#### Trouxemil e Torre de Vilela
| Partido                 | Partido                              | Votos | %               | +/-  |
| ----------------------- | ------------------------------------ | ----- | --------------- | ---- |
|                         | Partido Socialista                   | 889   | 48,45 / 100,00  | 9,54 |
|                         | Partido Social Democrata             | 343   | 18,69 / 100,00  | -    |
|                         | Bloco de Esquerda                    | 186   | 10,14 / 100,00  | 0,45 |
|                         | CDU - Coligação Democrática Unitária | 135   | 7,36 / 100,00   | 3,91 |
|                         | CDS – Partido Popular                | 46    | 2,51 / 100,00   | -    |
|                         | Pessoas–Animais–Natureza             | 43    | 2,34 / 100,00   | 1,51 |
|                         | Outros (com menos de 1,00%)          | 91    | 4,96 / 100,00   |      |
| Votos Inválidos         | Votos Inválidos                      | 102   | 5,56 / 100,00   | 1,75 |
| Total                   | Total                                | 1 835 | 100,00 / 100,00 |      |
| Eleitorado/Participação | Eleitorado/Participação              | 3 325 | 55,19 / 100,00  | 0,62 |